# 珠璣妙算
Mastermind（珠璣妙算）是一種可供兩名玩家遊玩的密碼破譯棋盤遊戲。在1970年由以色列郵政和電信專家Mordecai Meirowitz發明。
遊戲早期一種利用鉛筆和紙進行的遊戲，名為「公牛和母牛」，可能追溯到一個世紀或更長時間前。

## 參看
- 智力遊戲
- 猜數字

## 外部連結
- 珠玑妙算在线版 （页面存档备份，存于）